# Stanislas Ouaro
 (janvier 2024).
Si vous disposez d'ouvrages ou d'articles de référence ou si vous connaissez des sites web de qualité traitant du thème abordé ici, merci de compléter l'article en donnant les références utiles à sa vérifiabilité et en les liant à la section « Notes et références ».
Stanislas Ouaro, né le 19 janvier 1975, est un homme politique et mathématicien burkinabé. 
Il est ministre de l'Éducation nationale et de l'Alphabétisation de 31 janvier 2018 à 19 janvier 2019, et ministre de l'Éducation nationale, de l'Alphabétisation et de la Promotion des langues nationales du 24 janvier 2019 au 24 janvier 2022. 

## Biographie
Stanislas Ouaro est né le 19 janvier 1975 d'un père professeur de mathématique et d'une mère institutrice. C'est au collège Enfant jésus de Gagnoa en Côte d'Ivoire qu'il fit ses quatre premières années d'étude avant de rentrer au Burkina Faso en 1983.Il obtient son BEPC en 1989 et son baccalauréat en 1992 au lycée provincial de Dédougou. Son rêve était de faire des études en médecine mais après avoir gagné les olympiades de mathématiques à son époque ,il fut orienté a l'unité de formation et de recherche en sciences exactes et mathématiques, option maths physique. En 1995 il obtient la licence de mathématique puis en 1996 la maitrise et bénéfice d'une bourse de l'état Burkinabé pour des études de troisième cycle à l'université de Ouagadougou. Il soutient en 2001 sous le thème  "Études de problèmes elliptiques paraboliques non linéaires en une dimension d'espace".

## Carrière
- Assistant à la faculté des sciences de techniques au Burkina Faso .
- Maitre assistant du CAMES .
- Directeur adjoint de l'institut burkinabé des arts et métiers en 2006.
- Directeur de l'institut Burkinabè des arts et métiers en 2009.
- Professeur titulaire en 2012 .
- Président de Université de Ouaga II en 2012.
- Parrain de la neuvième édition de l'émission TH au Burkina Faso.
- Ministre de l'éducation nationale et de l'alphabétisation du Burkina Faso jusqu'en 2022 .